# Independent Truck Company
Independent Truck Company es una compañía de fabricación de ejes para skates fundada en 1978, por Fausto Vitello y el conglomerado NHS, y con base en Santa Cruz, California.

## Historia
Independent fue cofundada por Fausto Vitello (creador también de la prestigiosa revista de skateboard Thrasher) y por el grupo NHS, dueño también del líder mundial de fabricación de ruedas para patines, Ricta, y de otras compañías del nivel de Santa Cruz Skateboards. El primer modelo que fabricó Independent fue el Stage 1 y lo hizo el 23 de mayo de 1978, en Newark, California. Según su diseñador, Rick Blackhart, el eje fue diseñado, en parte, por la nula presencia en el mercado de auténticos ejes de calidad. "Uno de ellos quebró, y el otro no volvió a hacer más", dijo Blackhart en alusión a Bennett Truks y Tracker Trucks, respectivamente. Los únicos fabricantes de ejes en aquel momento antes de la llegada de Independent.
Desde entonces, la compañía californiana lleva más de 25 años fabricando ejes para monopatines, liderando este sector en todo el mundo. También, tras el éxito de sus ejes, entró en el mercado de ropa urbana y otro tipo de material para el skate. El último modelo en salir fue en marzo de 2003, el Stage 9. A su vez, fue rediseñado y relanzado en septiembre de 2006 haciéndolo un 10% más ligero que el original de 2003.

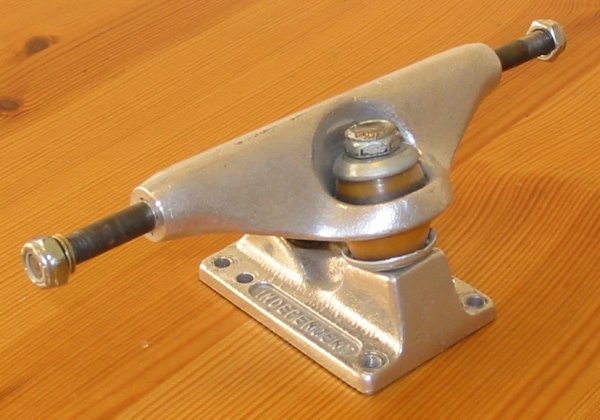
Eje de Independent.

Independent se distribuye a través de NHS Distribution, corporación conglomerada de varias compañías del mundo skate. En 2003, con el 25ª aniversario de la compañía, Independent lanza el libro Built to Grind : 25 Years of Hardcore Skateboarding. El lema original de Indy (como también se conoce a Independent) era "THEY’RE #*X^!!! HOT!", pero más tarde se cambió a "Built to Grind", lema que dio título a ese histórico libro.
Eric Koston, uno de los mejores skaters profesionales, dejó Royal Trucks después de haber sido patrocinado varios años por esta compañía de fabricación de ejes para fichar por Independent en 2006. Un auténtico golpe de mercado de Independent para su competidor Royal.

## Equipo
El equipo de skaters profesionales de Independent esta lleno de auténticas estrellas del deporte. La empresa líder en fabricación de ejes tiene a los mejores skaters del planeta. Estos son algunos de ellos:
- Skate: Steve Caballero, Bucky Lasek, Chad Muska, Eric Koston, Andrew Reynolds, Jeremy Wray, Steve Alba, Danny Way, Geoff Rowley o Chris Hasslam,[1] son algunos de los mejores skaters que encabezan el amplio catálogo de profesionales de Independent.

## Stages

### Stage I - Fecha de lanzamiento: 7/1978
- Tamaños: 77mm, 88mm, 109mm, 121mm, 131mm (superwide), 151mm fw (fucking wide) y 169mm mfw (mother fucking wide).

### Stage II - Fecha de lanzamiento: 5/1979
- Tamaños: 151mm fw (fucking wide), 169mm mfw (mother fucking wide) y 77mm (Los dejaron de fabricar para monopatines, únicamente lo siguieron fabricando con bases para patines).

### Stage III - Fecha de lanzamiento: 10/1983
- Tamaños: 88mm, 99mm streetstyle, 121mm, 131mm superwide, 159mm fw (fucking wide), 169mm mfw (mother fucking wide) y 215mm (big ten inch).
- Stage I 88mm and 121mm los seguían fabricando.

### Stage IV - Fecha de lanzamiento: 3/1986
- Tamaños: 159 fw (fucking wide), 169 mfw (mother fucking wide) y 215mm (big ten inch).

### Stage V Anodizado - Fecha de lanzamiento: 10/1986
- Tamaños: 149mm (nuevo), 159mm fw (fucking wide) y 169mm mfw (mother fucking wide).
- Stage I 101mm y stage IV 215mm los seguían fabricando.

### Stage VI - Fecha de lanzamiento: 11/1991
- Tamaños: 149mm, 159mm y 169
- Stage I 101mm y stage IV 215mm los seguían fabricando.

### Stage VII - Fecha de lanzamiento: 2/1993, ya con nuevo patrón de ejes oldschool/new school.
- Tamaños: 136mm (nuevo), 146mm, 156mm y 166mm
- Stage I 101mm y stage IV 215mm los seguían fabricando.

### Stage VIII - Fecha de lanzamiento: 9/1998, ya con nuevo patrón de ejes oldschool/new school.
- Tamaños: 126mm (nuevo), 136mm, 146mm, 156mm y 166mm
- Stage I 101mm y stage IV 215mm los seguían fabricando.

### Stage IX - Fecha de lanzamiento: 2/2003, únicamente con nuevo patrón de ejes new school.
(Rediseñado y relanzado en septiembre de 2006 haciéndolo un 10% más ligero que el original de 2003)
- Tamaños: 129mm, 139mm, 149mm, 159mm y 169mm.
- Stage I 101mm y stage IV 215mm los seguían fabricando.

### Stage X - Fecha de lanzamiento: 4/2008
- Tamaños: 109mm, 129mm, 139mm, 149mm, 159mm, 169mm y 215mm.
- Ediciones: Metal (Dorado, Plata y Níquel), Christian Hosoi Edición limitada (Estándar 149mm, 159mm y 169mm), Duane Peters Edición limitada (Estándar 149mm, 159mm y 169mm), Steve Alba Edición limitada (Estándar 149mm, 159mm y 169mm), Brian Anderson Skuul (129mm, 139mm y 149mm).

### Stage X.5 - Fecha de lanzamiento: 2011
- Tamaños: Estándar 139mm, 149mm, 159mm
- Modelos: Eric Koston & Solo Cross Forged Hollow

### Stage XI - Fecha de lanzamiento: 11/2012, vuelven a sacar el patrón de ejes oldschool/new school.
- Tamaños: 109mm (estándar), 129mm (low y estándar), 139mm (low y estándar), 149mm, 159mm, 169mm y 215mm.
- Ediciones: Anodizados (Azul, Verde, Bordeus y Púrpura ), Metal (Dorado y Gris), Tommy Guerrero Edición limitada (Estándar 109mm, 149mm y 159mm), Andrew Reynolds GC Hollow Silver (Estándar 139mm, 149mm, 159mm, Low 139mm y 149mm), David González Edición limitada (Estándar 129mm, 139mm y 149mm).